# Корепанов Анатолій Максимович
Коре́панов Анато́лій Макси́мович (25 червня 1929, село Сектир, Ігринський район — 31 січня 2018) — удмуртський лікар-терапевт, доктор медичних наук (1975), професор (1976), дійсний член Нью-Йоркської академії наук (1994), відмінник охорони здоров'я (1975), заслужений діяч науки і освіти Російської академії природознавства, заслужений лікар Росії, заслужений працівник охорони здоров'я Удмуртії, лауреат Державної премії Удмуртії, голова Удмуртського відділення наукового товариства фізіотерапевтів та гематологів.
В 1956 році закінчив ІДМІ, тут же в 1958 році клінічну ординатуру. В 1958—1971 роках асистент, доцент кафедри пропедевтики внутрішніх хвороб, з 1971 року завідувач кафедрою факультетської терапії.
Основний напрямок наукових досліджень — питання гастроентерології та пульмонології. Автор понад 200 наукових праць, 5 наукових винаходів. Під його керівництвом підготовлено 20 кандидатів та 3 доктора медичних наук. Результати робіт впроваджені в лікувальних закладах багатьох міст Росії. При його активній участі організовані та функціонують на клінічній базі Першої Республіканської клінічної лікарні центри по гастроентерології, пульмонології, ендокринології та гематології. Під його керівництвом вивчені природні лікувальні фактори та цілющі властивості місцевих мінеральних вод санаторію «Ува».
Є автором автобіографічної повісті «Сибірський тракт: дорога в гідне життя», яка має етнографічну цінність.
Має двох синів. Один з них став медиком, інший — композитором. Онука, Ася Корепанова — відома піаністка.

## Твори
- Истоки хронического бронхита у лиц молодого возраста//Сов. медицина. 1983. № 6. (у співавторстві з Кіршиним Г. І.);
- Новые подходы в лечении больных с затяжной железодефицитной анемией//Клинич. медицина. 1988. № 3. (у співавторстві з Нікітіним Є. А.)